# Зурбаган (песня)
«Зурбага́н» — песня композитора Юрия Чернавского на стихи поэта Леонида Дербенёва, написанная в 1985 году. Впервые прозвучала в художественном телефильме «Выше Радуги» (1986) в исполнении Владимира Преснякова-младшего, который спел её фальцетом за актёра Дмитрия Марьянова. В тексте песни использованы литературные образы Александра Грина.

## История создания
Песня была сочинена композитором Юрием Чернавским специально для кинофильма «Выше Радуги» и стала его лейтмотивом. По сюжету фильма и на протяжении всего действия главный герой, мальчик лет 13—14 по имени Алик Радуга, которого сыграл Дмитрий Марьянов, придумывал стихотворение о Зурбагане, а в одном из финальных эпизодов спел песню на эти стихи. Сложность заключалась в том, что необходимо было озвучить пение мальчика-подростка.
В результате долгих поисков певицы, которая по задумке Хилькевича должна была петь мальчиковым голосом, Чернавский повстречался с Владимиром Пресняковым-старшим. Будучи у него в гостях, Чернавский случайно услышал, как поёт их сын, и пригласил его на пробы в свою домашнюю студию. В итоге запись была закончена и принята в производство фильма:
Фальцет Володи настолько удачно «лёг» на образ Димы Марьянова, что создавалось полное ощущение целостности и органичности. А слова текстов песен Леонида Дербенёва, несмотря на свою замысловатость, моментально запомнились.
Пресняков-младший исполнил ещё несколько песен для этого фильма — «Острова» («Спит придорожная трава»), «Кот в мешке» и «Фотограф».

## Участники записи
Песня записана в домашней студии Юрия Чернавского.
- Владимир Пресняков-младший — вокал
- Юрий Чернавский — клавишные
- Вадим Голутвин — гитара[11].

## Владимир Пресняков-младший и «Зурбаган»
После записи Чернавский и Юнгвальд-Хилькевич показали «Зурбаган» на телевидении, где она и была исполнена в первый раз. После выхода фильма песня быстро стала знаменитой:
…«Засыпает синий Зурбаган… А за горизонтом ураган…» — эти строки напевали многие дети и подростки конца восьмидесятых.

Благодаря фильму голос Володи Преснякова и сам он стали символом нового времени: времени без скучной пропаганды, времени, когда музыка стала оцениваться не столько по идеологическим соображениям, сколько по красоте и востребованности. Тогда слова «попса» не существовало, и быть «популярным» среди молодёжи, изголодавшейся по современной музыке, считалось модным.
Песня «Зурбаган» имеет успешную ротацию на радио и телевидении по сей день. Она стала как бы визитной карточкой Преснякова, который и сейчас исполняет её на концертах, в разных аранжировках.
Шло время, мир менялся, шоу-бизнес диктовал свои законы, и сегодня Владимир больше не ориентируется на молодых и «протестных», как это было двадцать лет назад. Но песней «Зурбаган» по сей день заканчивает почти каждое своё сольное выступление. Она нужна. Нужна тем, кто из «молодых и протестных», повзрослев, превратился в солидных и респектабельных. В нас с вами.
Сейчас Пресняков исполняет эту песню, в основном, со своей женой Натальей Подольской. В 2018 году появилась новая версия песни, которую Пресняков исполнил совместно с рэпером Burito.
Песня неоднократно переиздавалась на альбомах В. Преснякова:
- 1993 — «Best Of Hits» (сборник, CD, Jeff Records);
- 1996 — «Зурбаган» (CD, «Союз»);
- 2001 — «Открытая дверь» (сборник, CD, «Монолит»);
- 2005 — «Назад в будущее» (концерт, DVD, ICA Music)[18].